# قانون ونظام
قانون ونظام (بالإنجليزية: Law & Order)‏ هو مسلسل درامي أمريكي من إنتاج هيئة الإذاعة الوطنية، عرض لأول مرة في 13 سبتمبر 1990 على قناة هيئة الإذاعة الوطنية، وقد أعلنت القناة عن توقف إنتاجه في 2010. دام المسلسل لفترة 20 موسم، وعند إلغائه كان أطول مسلسل جرائم في تاريخ التلفزيون الأمريكي.
يتناول المسلسل الذي يتم تصوير أحداثه بالكامل في نيويورك، الجرائم التي تشهدها المدينة من وجهات نظر مختلفة، إذ تعرض النصف ساعة الأولى من كل حلقة تحقيقات المفتشين الرئسيين واعتقالهما للمشتبه بهم، قبل وضعهم تحت رقابة الملازمة أنيتا فان بورين (Anita Van Buren).
يتحول المسلسل بعدها لمتابعة الإجراءت التي يتخذها نائب المدعي العام ونائبته لمعاقبة الجناة حسب لوائح نظام العدالة المعقد الذي يديره المدعي العام. ورغم أن بعض القضايا تبدو بسيطة وسهلة الحل، فإن معظمها معقد جداً ويحتاج إلى وقت طويل من الدراسة والتمحيص، تصبح فيه مصائر الكثير من المشتبه بهم على المحك قبل أن تقرر المحكمة برائتهم من عدمها.

## روابط خارجية
- قانون ونظام على موقع IMDb (الإنجليزية)
- قانون ونظام على موقع ميتاكريتيك (الإنجليزية)
- قانون ونظام على موقع الموسوعة البريطانية (الإنجليزية)
- قانون ونظام على موقع روتن توميتوز (الإنجليزية)
- قانون ونظام على موقع أول موفي (الإنجليزية)
- قانون ونظام على موقع فيلمافينيتي (الإسبانية)
- قانون ونظام على موقع كينوبويسك (الروسية)
- قانون ونظام على موقع ألو سيني (الفرنسية)
- قانون ونظام على موقع قاعدة بيانات الفيلم (الإنجليزية)